# Tongling
Tongling (chinois : 铜陵 ; pinyin : Tónglíng) est une ville du sud de la province de l'Anhui en Chine.

## Histoire
Pendant la révolution culturelle, des scènes de cannibalisme se déroulèrent dans le lycée de Tongling

## Subdivisions administratives
La ville-préfecture de Tongling exerce sa juridiction sur treize subdivisions - trois districts et un xian  :
- le district de Tongguanshan - (chinois : 铜官山区 Tóngguānshān Qū );
- le district de Shizishan - (chinois : 狮子山区 Shīzishān Qū );
- le district de Jiao - (chinois : 郊区 Jiāo Qū );
- le xian de Tongling - (chinois : 铜陵县 Tónglíng Xiàn).

## Jumelages
- Leiria (Portugal)